# سامي حازم
سامي حازم (1977 -) هو ممثل وفنان تشكيلي سعودي.

## حياته
ولد في الرياض عام 1977.

## مسيرته
له مشاركات في مهرجانات الفنون التشكيلية، ومن أبرز أعماله الدرامية مسلسل (طاش ما طاش) ومسلسل (غشمشم). وشارك في فيلم المخرجة السعودية هيفاء المنصور (وجدة).

## عن حياته
شارك في النشاط المسرحي منذ الصغر من خلال المسرح المدرسي، وشارك في النادي الرياضي الإتحاد وحصل على جائزة بطل الجمباز في نادي الاتحاد، وحصل على المركز الثاني في السباحة، وله مشاركات في مهرجانات الفنون التشكيلية وله العديد من الأعمال في مجال التمثيل.

## أعماله
- 2009: طاش ما طاش 16.
- 2009: أيام السراب.
- 2010: طاش ما طاش 17.
- 2011: ماشي.
- 2011: قووول في الثمانينات.
- 2011: سكتم بكتم 2.
- 2012: هشتقة.
- 2012: لعبة الشيطان.
- 2012: شباب البومب.
- 2012: سكتم بكتم 3.
- 2013: ذيب السرايا.[5]
- 2013: الخطاف.
- 2014: خميس بن جمعة.
- 2015: سيلفي.
- 2015: حصاد الزمن.
- 2016: سيلفي 2.
- 2016: الدمعة الحمراء.
- 2017: سيلفي 3.[6]
- 2018: عوض أبا عن جد.
- 2018: العاصوف.[7]
- 2019: هايبر لوب.
- 2019: سوق الدماء.
- 2019: العاصوف. الجزء الثاني
- 2020: ضرب الرمل.
- 2021: عندما يكتمل القمر. - الجزء الثاني
- 2021: استديو 21
- 2021: ممنوع التجول - عدة حلقات
- 2021: شباب البومب 9.
- 2021: باركود.
- 2021: اختطاف.
- 2022: العاصوف. الجزء الثالث.
- 2022: استديو 22.[8]
- 2023: استديو 23.
- 2024: الخطة ب.
- 2024: جاك العلم.[9]
- 2025: جاك العلم (مسلسل)

## الرسائل الإعلانية
شارك في أكثر من 16 رسالة إعلانية.

## روابط خارجية
- سامي حازم على موقع قاعدة بيانات الأفلام العربية